# Aloe pseudotortuosa
Aloe pseudotortuosa é uma espécie de liliopsida do gênero Aloe, pertencente à família Asphodelaceae.